# 松田聖子オリジナル・サウンドトラック集 1981〜1985
『松田聖子オリジナル・サウンドトラック集 1981〜1985』（まつだせいこオリジナル・サウンドトラックしゅう 1981-1985）は、松田聖子主演映画等のサウンドトラックを収録したBlu-spec CD8枚組のボックス・セット。2010年9月29日発売。発売元はソニー・ミュージックレコーズ。

## 解説
松田が主演した映画4作とテーマ曲・挿入歌を担当したCMおよび劇場用アニメーション作品のサウンドトラック・ボックス・セット。
収録曲は全て当時の最新技術でデジタルリマスタリングされたBlu-spec CD仕様。
「TV Commercial Edit」の2曲は、1985年当時に放送されていたサントリーCANビールのテレビCMでしか聞けなかった音源を初収録した。

## 収録内容
1. 野菊の墓
2. プルメリアの伝説 Disc 1
3. プルメリアの伝説 Disc 2
4. 夏服のイヴ Disc 1
5. 夏服のイヴ Disc 2
6. カリブ・愛のシンフォニー
7. ペンギンズ・メモリー 幸福物語
8. TV Commercial Edit
  1. ボーイの季節（TV Commercial Edit / Short Version）
  2. Blue Love Letter（TV Commercial Edit / Short Version）

## 関連作品
- 野菊の墓
- プルメリアの伝説
- 夏服のイヴ
- カリブ・愛のシンフォニー
- ペンギンズ・メモリー 幸福物語